# سد أماهاتا
سد أماهاتا هو سد قوسي يقع في محافظة ياماناشي في اليابان. يستخدم السد لإنتاج الطاقة. تبلغ مساحة مستجمعات المياه في السد 99.7 كيلومترًا مربعًا. يحجز السد حوالي 59 هكتارًا من الأرض عندما يمتلئ ويمكنه تخزين 11000 ألف متر مكعب من المياه. اكتمل بناء السد في عام 1967.